# Język nage
Język nage (a. nagé) – język austronezyjski używany w prowincji Małe Wyspy Sundajskie Wschodnie w Indonezji, w środkowej części wyspy Flores, przez grupę etniczną Nage. Według danych szacunkowych (Ethnologue) w 1993 r. posługiwało się nim 50 tys. osób.
Został zaliczony do zaproponowanej grupy języków centralnego Flores. Jest blisko spokrewniony z językiem kéo. Oba języki są określane zbiorczą nazwą „nage-kéo”. Różnice między nage a kéo dotyczą aspektów fonetyki i leksyki. W komunikacji międzygrupowej preferowany jest język indonezyjski.